# بخش کیمور
بخش کیمور (به انگلیسی: Kaimur district) یک بخش در هند است که در بهار واقع شده‌است. بخش کیمور ۸٬۲۶۸ کیلومتر مربع مساحت و ۱٬۶۲۶٬۳۸۴ نفر جمعیت دارد.